# Gemeines Perlboot
Das Gemeine Perlboot, auch Schiffsboot (Nautilus pompilius), ist ein Kopffüßer aus der Familie der Perlboote, die im Pazifischen Ozean verbreitet ist. Es handelt sich um die am weitesten verbreitete Art dieser Familie.

## Merkmale

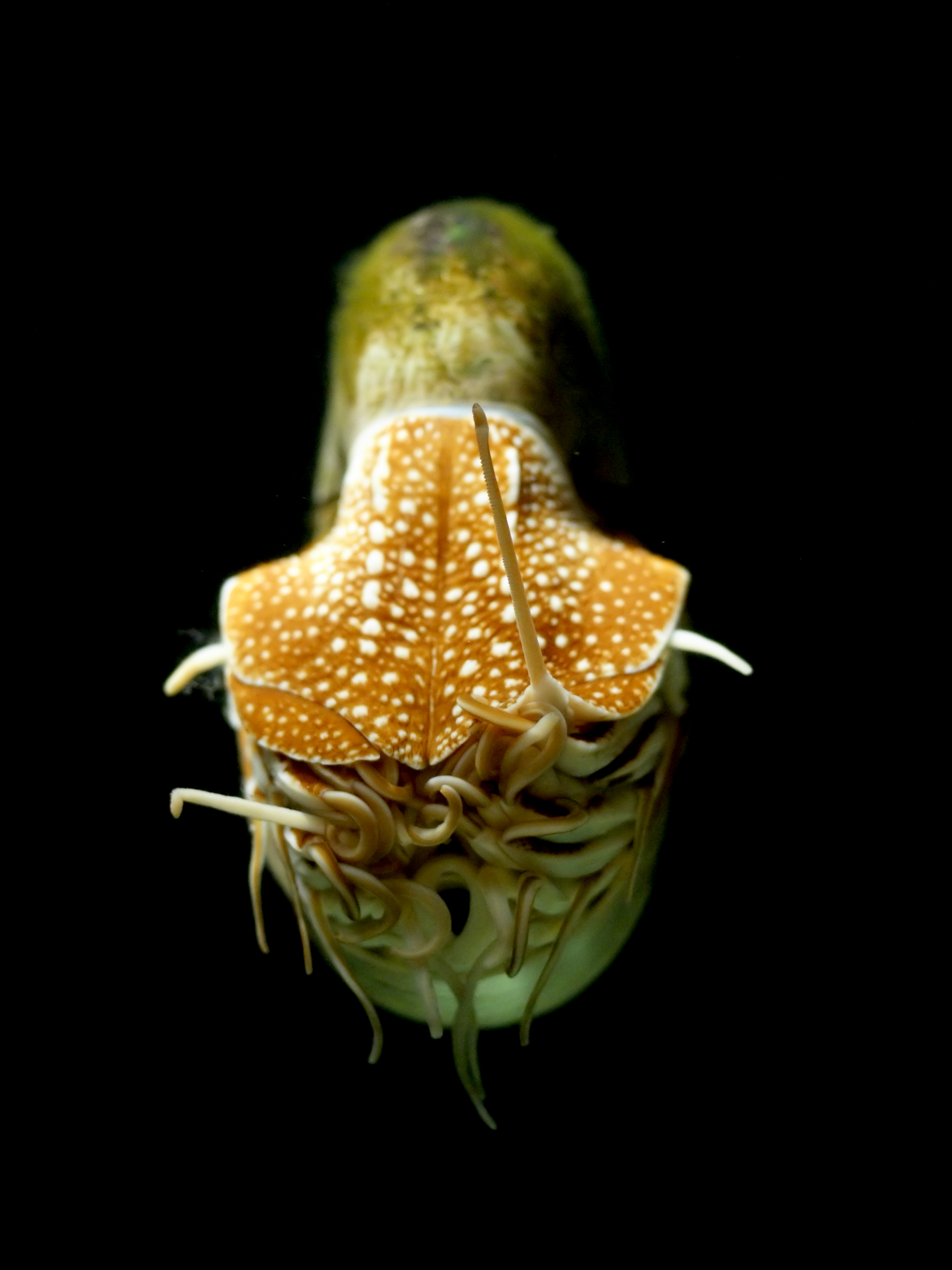
Tentakel von Nautilus pompilius

Das Gehäuse von Nautilus pompilius ist dünnwandig und kann einen Durchmesser von 30 cm erreichen. Die glatte Oberfläche hat eine weiße Grundfarbe, auf der sich – wie auch bei anderen Nautilus-Arten – braune und weiße Querstreifen abwechseln. Der Nabel des Gehäuses ist ähnlich wie bei Nautilus belauensis durch einen Callus verschlossen.
Der Innenraum der als logarithmische Spirale gewundenen Schale, der Phragmokon, besteht aus bis zu 30, bisweilen auch mehr als 38 gasgefüllten Kammern, die durch Zwischenwände (Septen) voneinander getrennt sind. Beim frisch geschlüpften Tier sind es erst vier Kammern. Das Tier bewohnt die äußerste, jüngste Kammer, die Wohnkammer, von der aus durch Bildung neuer Septen weitere Kammern des Phragmokons gebildet werden. Das Gasgemisch, das etwa 0,30 bar Stickstoff, 0,29 bar Sauerstoff und 0,0005 bar Argon enthält, gelangt durch einen Fortsatz des Tieres, den Siphunculus (Sipho), in die teilweise noch mit Wasser gefüllten Kammern. Der Siphunculus ist mit Blutgefäßen durchzogen, über die Gase freigesetzt oder resorbiert werden können, um den Auftrieb des Tieres im Wasser zu regulieren. Die Schale verträgt einen Druck von etwa 60 bar, was 600 Meter Meerestiefe entspricht.
Das Tier kann sich in die Schale zurückziehen und diese durch eine kräftige kapuzenartige Haube verschließen. 
Die bis zu 90 Fangarme sind mit einem klebrigen Sekret überzogen, um Beute festzuhalten. Im Epithel vieler Tentakel befinden sich mindestens neun Chemorezeptoren-Typen zur olfaktorischen Wahrnehmung. Besonders dicht sind die Chemorezeptoren in den Lamellen der Tentakel um die Augen, in den Lamellen von vier digitalen Tentakelpaaren sowie in den Gruben der paarig am Kopf angelegten Rhinophoren angeordnet.
Der hornige Schnabel, dessen Unterhälfte kräftiger als die obere ist, hat verkalkte Spitzen. Die Radula ist in jeder Reihe 13-teilig mit Rachiszähnen, zwei Seitenzähnen, zwei Randzähnen und zwei Randplatten.
Wie andere Perlboote hat Nautilus pompilius Lochaugen.
Das Perlboot, das mit Hilfe seines gasgefüllten Phragmokons im Wasser schweben kann, bewegt sich langsam wippend fort, wobei es nicht schneller als zwei Zentimeter pro Sekunde wird.

## Fortpflanzungszyklus
Das Männchen sucht das Weibchen mit Hilfe des Geruchssinns auf. Bei der Begattung dienen vier modifizierte Fangarme des Männchens als Begattungsorgan, mit Hilfe dessen die Spermatophoren, in Gallerte gehüllte Spermatozoiden, an das Weibchen übertragen werden. Im Eileiter löst sich die Gallerte auf, und die Spermien befruchten die Eizellen. Die sehr dotterreichen Eier werden in flacherem Wasser abgelegt. Erst nach etwa 12 Monaten schlüpfen die bereits 3 cm langen Jungtiere. Nautilus pompilius kann etwa 20 Jahre alt werden, lebt also deutlich länger als Kraken und Kalmare.

## Verbreitung
Das Gemeine Perlboot lebt in tropischen Gewässern des westlichen Pazifiks und des östlichen Indischen Ozeans. Es bevorzugt die Hänge von Korallenriffen, wo es in Tiefen von etwa 400 Meter bis 650 Meter auftritt, nachts auch aufwärts bis 100 Meter Meerestiefe.
Die Unterart Nautilus pompilius pompilius, die Gehäusegrößen von über 30 cm erreicht, lebt von der Andamanensee über Indonesien bis Fidschi und vom südlichen Japan bis zum Great Barrier Reef von Australien. Die andere Unterart Nautilus pompilius suluensis, die nur bis zu 16 cm groß wird, ist auf die Sulusee in den südwestlichen Philippinen beschränkt.

## Lebensweise
Nautilus pompilius ist nachtaktiv und ernährt sich von kleinen Krebsen, daneben auch von Aas und gelegentlich von kleinen Fischen.

## Nutzung und Gefährdung
Funde aus Osttimor belegen, dass bereits vor etwa 40.000 Jahren Menschen aus Perlbootschalen Schmuckstücke hergestellt haben. Auch heute noch wird die Schale von Nautilus pompilius als Souvenir und Sammlerstück vermarktet. Zudem werden Perlboote wie andere Kopffüßer wegen ihres Fleisches gefischt. Obwohl es sich um die mit Abstand häufigste Perlbootart handelt, ist sie daher auch gefährdet. Aufgrund der langsamen Vermehrungsrate können Verluste nur schwer ausgeglichen werden.
Auf den Philippinen werden Perlboote mit Fallen aus Bambus und Rattan gefangen. Als Köder dient meist Hühnerfleisch, aber auch das Fleisch von Kröten, Fischen und Schwein. Gefangen wird Nautilus pompilius in Tiefen von 150 bis 200 m, mit Netzen bis in 300 m Tiefe.

## Systematik
Der Name Nautilus pompilius geht auf das Systema naturae von Carl von Linné zurück, wobei der griechische Gattungsname ναυτίλος „Seemann“ bedeutet. Nautilus pompilius ist eine von fünf rezenten Arten der Gattung Nautilus bzw. sieben Arten der Familie Nautilidae. Es gibt zwei Unterarten, Nautilus pompilius pompilius und Nautilus pompilius suluensis.